# 샘 맥머레이
샘 맥머리(Sam McMurray, 1952년 4월 15일 ~ )는 미국의 배우, 성우, 영화 제작자이다.
뉴욕에서 태어났다.

## 출연 작품
- 머니 게임 - 월스트리트 (2017년)
- 파리 게이츠 (2015년)
- 제니스 웨딩 (2015년) - 데니 역
- 크리스텔라 (2014년)
- 세컨드 서브 (2012년)
- 홀리데이 인게이지먼트 (2011년) - 로이 역
- 사랑의 블랙홀 (2011년)
- 더 크레이그리스트 킬러 (2011년)
- 미스 노바디 (2010년)
- 어 리틀 헬프 (2010년)
- 언밸런스커플 (2010년)
- 킬러 패드 (2008, Killer Pad)
- 크리스마스 투 매니 (2007년)
- 플래시드 2 (2007년) - 스트러더스 역
- 슬레지: 디 언톨드 스토리 (2005년)
- 크루얼 벗 네시서리 (2005년)
- 테니스, 애니원...? (2005년)
- 허프 (2004년)
- 스틸링 시나트라 (2003년)
- 텍사스의 얼간이들 (2002년) - 미스터 스미스 역
- 선샤인 스테이트 (2002년)
- 디 아마티 걸스 (2000년)
- 럭키 넘버 (2000년)
- 카를로스 웨이크 (1999년)
- 배트맨 비욘드: 더 무비 (1999년)
- 사커 독 (1999년) - 코치 쇼 역
- 드롭 데드 고저스 (1999년)
- 위트와 슬라이 (1999년)
- 비트 시티 (1999년)
- 슬래피와 악동들 (1998년)
- 야수 인간 세비지 (1995, Savage)
- 아빠와 한판승 (1994년)
- 리빙 싱글 (1993년)
- 클래스 엑트 (1992년)
- 다이너소어 (1991년)
- 스톤 콜드 (1991년)
- LA 이야기 (1991년)
- 전자 오락의 마법사 (1989년)
- 심슨 가족 (1989년)
- 레이즈 메일 헤레로섹슈얼 댄스 홀 (1987년)
- 아리조나 유괴 사건 (1987년)
- C.H.U.D. (1984년)
- 베이비 온리 유 (1983년)

### 텔레비전
- 킹 오브 퀸즈 (1998년)
- NCIS 시즌9 (2011년) - 빈스 웨스트폴 역
- 브레이킹 배드 시즌1 (2008년)
- 프렌즈 (1994년)
- 시카고 메디컬 (1994년)
- 잭과 코디, 우리집은 호텔 스위트 룸 (2005년)
- 프릭스 앤 긱스 (1999년)
- 배트맨 비욘드 - 시리즈 (1999년)